# Seguapallene aculeata
Seguapallene aculeata is een zeespin uit de familie Callipallenidae. De soort behoort tot het geslacht Seguapallene. Seguapallene aculeata werd in 1954 voor het eerst wetenschappelijk beschreven door Stock. 